# Championnats d'Europe de patinage artistique 2003
Navigation
Édition précédente Édition suivante
Les championnats d'Europe de patinage artistique 2003 ont lieu du 20 au 26 janvier 2003 à l'Isstadion de Malmö en Suède.
À partir de cette saison 2002/2003, les danseurs sur glace seniors ne présentent plus qu'une seule danse imposée au lieu de deux.

## Qualifications
Les patineurs sont éligibles à l'épreuve s'ils représentent une nation européenne membre de l'Union internationale de patinage (International Skating Union en anglais) et s'ils ont atteint l'âge de 15 ans avant le 1er juillet 2002 dans leur pays de naissance. La compétition correspondante pour les patineurs non européens est le championnat des Quatre Continents 2003. Les fédérations nationales sélectionnent leurs patineurs en fonction de leurs propres critères.
Sur la base des résultats des championnats d'Europe 2002, l'Union internationale de patinage autorise chaque pays à avoir de une à trois inscriptions par discipline.
| Entrées                                                           | Messieurs                             | Dames                   | Couples                                        | Danse sur glace                                               |
| ----------------------------------------------------------------- | ------------------------------------- | ----------------------- | ---------------------------------------------- | ------------------------------------------------------------- |
| 3                                                                 | France Russie                         | Finlande Russie Ukraine | France Russie                                  | Russie                                                        |
| 2                                                                 | Allemagne Biélorussie Bulgarie Suisse | France Hongrie Italie   | Allemagne Pologne Royaume-Uni Tchéquie Ukraine | Bulgarie France Israël Italie Lituanie Pologne Suisse Ukraine |
| Si non répertorié ci-dessus, une seule inscription est autorisée. |                                       |                         |                                                |                                                               |

Pour la huitième année (après les championnats européens de 1994, 1996, 1997, 1999, 2000, 2001 et 2002), l'Union internationale de patinage impose une ronde des qualifications pour la catégorie individuelle féminine (exceptionnellement, la catégorie individuelle masculine n'a pas de qualifications). Les qualifications sont divisées en deux groupes A et B. Pour ces championnats européens 2003, le top 15 de chaque groupe accède au programme court, puis le top 24 accède au programme libre. Les scores des qualifications comptent pour le score final.
En danse sur glace, la danse imposée est le Tango Romantica.

## Podiums
| Épreuves                            | Or                                  | Argent                            | Bronze                           |
| ----------------------------------- | ----------------------------------- | --------------------------------- | -------------------------------- |
| Messieurs résultats détaillés       | Evgeni Plushenko                    | Brian Joubert                     | Stanick Jeannette                |
| Dames résultats détaillés           | Irina Sloutskaïa                    | Ielena Sokolova                   | Júlia Sebestyén                  |
| Couples résultats détaillés         | Tatiana Totmianina / Maksim Marinin | Sarah Abitbol / Stéphane Bernadis | Maria Petrova / Aleksey Tikhonov |
| Danse sur glace résultats détaillés | Irina Lobatcheva / Ilia Averboukh   | Albena Denkova / Maxim Staviski   | Tatiana Navka / Roman Kostomarov |

## Tableau des médailles
| Rang  | Nation   | Or | Argent | Bronze | Total |
| ----- | -------- | -- | ------ | ------ | ----- |
| 1     | Russie   | 4  | 1      | 2      | 7     |
| 2     | France   | 0  | 2      | 1      | 3     |
| 3     | Bulgarie | 0  | 1      | 0      | 1     |
| 4     | Hongrie  | 0  | 0      | 1      | 1     |
| Total | Total    | 4  | 4      | 4      | 12    |

## Détails des compétitions
Pour la saison 2002/2003, les calculs des points se font selon la méthode suivante :
- chez les Dames (0.4 point par place pour les qualifications, 0.6 point par place pour le programme court, 1 point par place pour le programme libre).
- chez les Messieurs et les Couples artistiques (0.5 point par place pour le programme court, 1 point par place pour le programme libre)
- en danse sur glace (0.4 point par place pour la danse imposée, 0.6 point par place pour la danse originale, 1 point par place pour la danse libre)

### Messieurs
| Rang                                        | Nom                  | Nation      | Points | Prog. court | Prog. libre |
| ------------------------------------------- | -------------------- | ----------- | ------ | ----------- | ----------- |
| 1                                           | Evgeni Plushenko     | Russie      | 1.5    | 1           | 1           |
| 2                                           | Brian Joubert        | France      | 3.0    | 2           | 2           |
| 3                                           | Stanick Jeannette    | France      | 5.0    | 4           | 3           |
| 4                                           | Ilia Klimkin         | Russie      | 5.5    | 3           | 4           |
| 5                                           | Stéphane Lambiel     | Suisse      | 8.0    | 6           | 5           |
| 6                                           | Stanislav Timchenko  | Russie      | 9.5    | 5           | 7           |
| 7                                           | Vakhtang Murvanidze  | Géorgie     | 12.0   | 8           | 8           |
| 8                                           | Frédéric Dambier     | France      | 12.5   | 13          | 6           |
| 9                                           | Gheorghe Chiper      | Roumanie    | 14.0   | 10          | 9           |
| 10                                          | Kevin Van Der Perren | Belgique    | 16.5   | 11          | 11          |
| 11                                          | Silvio Smalun        | Allemagne   | 16.5   | 9           | 12          |
| 12                                          | Stefan Lindemann     | Allemagne   | 16.5   | 7           | 13          |
| 13                                          | Sergei Davydov       | Biélorussie | 17.5   | 15          | 10          |
| 14                                          | Neil Wilson          | Royaume-Uni | 21.0   | 12          | 15          |
| 15                                          | Kristoffer Berntsson | Suède       | 22.0   | 16          | 14          |
| 16                                          | Ivan Dinev           | Bulgarie    | 25.0   | 14          | 18          |
| 17                                          | Zoltán Tóth          | Hongrie     | 25.5   | 19          | 16          |
| 18                                          | Gregor Urbas         | Slovénie    | 27.0   | 20          | 17          |
| 19                                          | Karel Zelenka        | Italie      | 28.5   | 17          | 20          |
| 20                                          | Konstantin Tupikov   | Ukraine     | 31.0   | 24          | 19          |
| 21                                          | Hristo Turlakov      | Bulgarie    | 31.5   | 21          | 21          |
| 22                                          | Clemens Jonas        | Autriche    | 32.0   | 18          | 23          |
| 23                                          | Sergei Kotov         | Israël      | 33.5   | 23          | 22          |
| 24                                          | Sergei Shiliaev      | Biélorussie | 35.0   | 22          | 24          |
| Patineurs éliminés après le programme court |                      |             |        |             |             |
| 25                                          | Alexei Kozlov        | Estonie     |        | 25          | NC          |
| 26                                          | Bartosz Domański     | Pologne     |        | 26          | NC          |
| 27                                          | Ari-Pekka Nurmenkari | Finlande    |        | 27          | NC          |
| 28                                          | Aidas Reklys         | Lituanie    |        | 28          | NC          |
| 29                                          | Lukas Kuzmiak        | Slovaquie   |        | 29          | NC          |
| 30                                          | Aramais Grigorian    | Arménie     |        | 30          | NC          |
| Forfait                                     | Tomáš Verner         | Tchéquie    |        | NC          | NC          |

### Dames
| Rang                                          | Nom                   | Nation      | Points | Qualif. B | Qualif. A | Prog. court | Prog. libre |
| --------------------------------------------- | --------------------- | ----------- | ------ | --------- | --------- | ----------- | ----------- |
| 1                                             | Irina Sloutskaïa      | Russie      | 3.0    |           | 2         | 2           | 1           |
| 2                                             | Ielena Sokolova       | Russie      | 3.0    |           | 1         | 1           | 2           |
| 3                                             | Júlia Sebestyén       | Hongrie     | 6.4    |           | 4         | 3           | 3           |
| 4                                             | Carolina Kostner      | Italie      | 9.4    |           | 3         | 7           | 4           |
| 5                                             | Elena Liashenko       | Ukraine     | 9.6    | 3         |           | 4           | 6           |
| 6                                             | Galina Maniachenko    | Ukraine     | 12.4   |           | 6         | 5           | 7           |
| 7                                             | Alisa Drei            | Finlande    | 13.0   |           | 5         | 10          | 5           |
| 8                                             | Viktoria Volchkova    | Russie      | 13.0   | 1         |           | 6           | 9           |
| 9                                             | Susanna Pöykiö        | Finlande    | 15.6   |           | 7         | 8           | 8           |
| 10                                            | Elina Kettunen        | Finlande    | 17.2   | 2         |           | 9           | 11          |
| 11                                            | Anne-Sophie Calvez    | France      | 18.2   | 4         |           | 11          | 10          |
| 12                                            | Daria Timoshenko      | Azerbaïdjan | 23.8   | 9         |           | 12          | 13          |
| 13                                            | Lucie Krausová        | Tchéquie    | 24.8   |           | 8         | 16          | 12          |
| 14                                            | Idora Hegel           | Croatie     | 26.2   | 8         |           | 15          | 14          |
| 15                                            | Olga Vassiljeva       | Estonie     | 27.2   | 7         |           | 14          | 16          |
| 16                                            | Zuzana Babiaková      | Slovaquie   | 29.2   | 6         |           | 13          | 19          |
| 17                                            | Diána Póth            | Hongrie     | 30.2   | 5         |           | 17          | 18          |
| 18                                            | Sabina Wojtala        | Pologne     | 30.6   | 12        |           | 18          | 15          |
| 19                                            | Jenna McCorkell       | Royaume-Uni | 35.4   | 10        |           | 24          | 17          |
| 20                                            | Vanessa Giunchi       | Italie      | 36.2   |           | 9         | 21          | 20          |
| 21                                            | Annette Dytrt         | Allemagne   | 38.4   |           | 11        | 20          | 22          |
| 22                                            | Kimena Brog-Meier     | Suisse      | 39.6   |           | 12        | 23          | 21          |
| 23                                            | Mojca Kopač           | Slovénie    | 40.4   |           | 10        | 19          | 25          |
| 24                                            | Sara Falotico         | Belgique    | 42.4   |           | 13        | 22          | 24          |
| 25                                            | Åsa Persson           | Suède       | 45.4   | 14        |           | 28          | 23          |
| Patineuses éliminées après le programme court |                       |             |        |           |           |             |             |
| 26                                            | Julia Lautowa         | Autriche    |        | 11        |           | 25          | NC          |
| 27                                            | Tuğba Karademir       | Turquie     |        | 13        |           | 26          | NC          |
| 28                                            | Hristina Vassileva    | Bulgarie    |        |           | 14        | 27          | NC          |
| 29                                            | Karen Venhuizen       | Pays-Bas    |        |           | 15        | 29          | NC          |
| 30                                            | Roxana Luca           | Roumanie    |        | 15        |           | 30          | NC          |
| Patineuses éliminées après les qualifications |                       |             |        |           |           |             |             |
| 31                                            | Anna Bernauer         | Luxembourg  |        | 16        |           | NC          | NC          |
| 31                                            | Gintarė Vostrecovaitė | Lituanie    |        |           | 16        | NC          | NC          |
| 33                                            | Aleksandra Petushko   | Lettonie    |        | 17        |           | NC          | NC          |
| 33                                            | Georgina Papavasiliou | Grèce       |        |           | 17        | NC          | NC          |

### Couples
| Rang | Nom                                   | Nation    | Points | Prog. court | Prog. libre |
| ---- | ------------------------------------- | --------- | ------ | ----------- | ----------- |
| 1    | Tatiana Totmianina / Maksim Marinin   | Russie    | 2.0    | 2           | 1           |
| 2    | Sarah Abitbol / Stéphane Bernadis     | France    | 3.5    | 3           | 2           |
| 3    | Maria Petrova / Aleksey Tikhonov      | Russie    | 3.5    | 1           | 3           |
| 4    | Dorota Zagórska / Mariusz Siudek      | Pologne   | 6.5    | 5           | 4           |
| 5    | Julia Obertas / Alexei Sokolov        | Russie    | 7.0    | 4           | 5           |
| 6    | Kateřina Beránková / Otto Dlabola     | Tchéquie  | 9.0    | 6           | 6           |
| 7    | Tatiana Volosozhar / Petro Kharchenko | Ukraine   | 11.0   | 8           | 7           |
| 8    | Nicole Nönnig / Matthias Bleyer       | Allemagne | 12.5   | 9           | 8           |
| 9    | Eva-Maria Fitze / Rico Rex            | Allemagne | 12.5   | 7           | 9           |
| 10   | Tatiana Chuvaeva / Dmitri Palamarchuk | Ukraine   | 15.0   | 10          | 10          |
| 11   | Maria Guerassimenko / Vladimir Futas  | Slovaquie | 16.5   | 11          | 11          |
| 12   | Olga Boguslavska / Andrei Brovenko    | Lettonie  | 18.5   | 13          | 12          |
| 13   | Diana Rennik / Aleksei Saks           | Estonie   | 19.0   | 12          | 13          |

### Danse sur glace
| Rang | Nom                                     | Nation      | Points | Danse imposée | Danse originale | Danse libre |
| ---- | --------------------------------------- | ----------- | ------ | ------------- | --------------- | ----------- |
| 1    | Irina Lobatcheva / Ilia Averboukh       | Russie      | 2.0    | 1             | 1               | 1           |
| 2    | Albena Denkova / Maxim Staviski         | Bulgarie    | 4.0    | 2             | 2               | 2           |
| 3    | Tatiana Navka / Roman Kostomarov        | Russie      | 6.0    | 3             | 3               | 3           |
| 4    | Olena Hrushyna / Ruslan Honcharov       | Ukraine     | 8.0    | 4             | 4               | 4           |
| 5    | Kati Winkler / René Lohse               | Allemagne   | 10.0   | 5             | 5               | 5           |
| 6    | Galit Chait / Sergei Sakhnovski         | Israël      | 12.0   | 6             | 6               | 6           |
| 7    | Isabelle Delobel / Olivier Schoenfelder | France      | 14.0   | 7             | 7               | 7           |
| 8    | Federica Faiella / Massimo Scali        | Italie      | 16.0   | 8             | 8               | 8           |
| 9    | Sylwia Nowak / Sebastian Kolasiński     | Pologne     | 18.0   | 9             | 9               | 9           |
| 10   | Kristin Fraser / Igor Lukanin           | Azerbaïdjan | 20.0   | 10            | 10              | 10          |
| 11   | Natalia Gudina / Alexei Beletski        | Israël      | 22.0   | 11            | 11              | 11          |
| 12   | Oksana Domnina / Maksim Chabaline       | Russie      | 24.6   | 12            | 13              | 12          |
| 13   | Veronika Moravkova / Jiří Procházka     | Tchéquie    | 25.4   | 13            | 12              | 13          |
| 14   | Nóra Hoffmann / Attila Elek             | Hongrie     | 28.0   | 14            | 14              | 14          |
| 15   | Julia Golovina / Oleg Voiko             | Ukraine     | 30.0   | 15            | 15              | 15          |
| 16   | Pamela O'Conner / Jonathan O'Dougherty  | Royaume-Uni | 32.6   | 16            | 17              | 16          |
| 17   | Roxane Petetin / Matthieu Jost          | France      | 33.4   | 17            | 16              | 17          |
| 18   | Marta Paoletti / Fabrizio Pedrazzini    | Italie      | 36.0   | 18            | 18              | 18          |
| 19   | Tatiana Siniaver / Tornike Tukvadze     | Géorgie     | 38.0   | 19            | 19              | 19          |
| 20   | Jessica Huot / Juha Valkama             | Finlande    | 40.0   | 20            | 20              | 20          |
| 21   | Agnieszka Dulej / Sławomir Janicki      | Pologne     | 43.0   | 22            | 22              | 21          |
| 22   | Marina Timofeieva / Evgeni Striganov    | Estonie     | 43.0   | 21            | 21              | 22          |